# War, Inc.
War, Inc.(en español: Negocios de guerra) es una película satírica política protagonizada por John Cusack y Hilary Duff y dirigida por Joshua Seftel. En Estados Unidos el estreno fue el 23 de mayo de 2008.

## Producción
War, Inc. fue filmada en Bulgaria, en las ciudades de Plovdiv y Sofía para el estudio Nu Image, responsable de grandes éxitos como Mega-Serpiente o John Rambo. El lanzamiento mundial de la película en los cines fue el 10 de julio de 2008.
La película fue coproducida, escrita y protagonizada por John Cusack, Hilary Duff, Joan Cusack y los ganadores del Premio Oscar Sir. Ben Kingsley y Marisa Tomei. La película fue estrenada en un festival y ha obtenido numerosas críticas mixtas por principales periódicos de importancia cinematográfica . En tanto, numerosos clips de la película han rondado por Internet.
La película debutó con más de $36,000 dólares en taquilla , teniendo en cuenta que fue estrenada solamente en dos cines. Debido a la gran demanda de la película, se incrementó las salas de proyecciones a 32. Recaudó más de $580,000 dólares en Estados Unidos y más de $1,300,000 en el mundo.

## Sinopsis
Es una sátira política, que se ambienta en el futuro, en una guerra. Un país desértico del Medio Oriente llamado Turaguistán es desgarrado por un motín gubernamental, después de que una corporación privada, propiedad del exvicepresidente de los Estados Unidos, se ha hecho cargo del Estado.
John Cusack interpreta a un asesino asignado a matar al ministro de una corporación llamada CEO, pero todo cambiará cuando el despiadado asesino se enamore de una reportera, quien lo juzga severamente, interpretada por Marisa Tomei y conozca a una sexy cantante de pop asiática interpretada por Hilary Duff.

## Reparto
| Actor/Actriz  | Personaje          |
| ------------- | ------------------ |
| John Cusack   | Brand Hauser       |
| Hilary Duff   | Yonica Babyyeah    |
| Marisa Tomei  | Natalie Hegalhuzen |
| Joan Cusack   | Marsha             |
| Dan Aykroyd   | Vicepresidente     |
| Ben Kingsley  | Ministro           |
| Ben Cross     | Medusa Hair        |
| Ned Bellamy   | Zubleh             |
| Shirly Brener | Esposa de Hauser   |